# Eilema melasonea
Eilema melasonea är en fjärilsart som beskrevs av George Francis Hampson 1903. Eilema melasonea ingår i släktet Eilema och familjen björnspinnare. Inga underarter finns listade i Catalogue of Life.